# Гамзаев, Ибрагим Таги оглы
Мир Ибрагим Мир Таги оглы Гамзаев (азерб. Mir İbrahim Mir Tağı oğlu Həmzəyev) — азербайджанский театральный актёр и режиссёр, режиссёр Нахичеванского государственного музыкально-драматического театра, Народный артист Азербайджанской ССР (1965).

## Биография
Мирибрагим Гамзаев родился 25 декабря 1908 года в городе Гянджа в известной религиозной семье. В 1916 году пошёл в городскую шестиклассную школу нового типа. В 1920 году он стал членом драмкружка Гянджинского рабочего клуба и регулярно выступал в его спектаклях. В 1920—1921 годах работал в военном комиссариате Гянджи, продолжая посещать драмкружок. С 1921 по 1925 год учился в Гянджинском педагогическом техникуме. Играл в спектаклях нескольких драмкружков как здесь, так и в городе. В 1925—1928 годах работал директором Центрального клуба Гянджи.
В 1930 году Ибрагим Гамзаев поступил в Бакинское театральное училище имени Мирзы Фатали Ахундова и окончил его в 1933 году. Учась в Театральном училище, он параллельно выступал в драмкружках. На каникулах готовил спектакли, в которых сам играл роли. 21 августа 1931 года за 11 лет непрерывной работы в театральном обществе имени Гусейна Араблинского профсоюзная организация и коллектив объединения наградили его золотым медальоном.
В документах, отражающих его творчество, имя актёра чаще всего указывается как Ибрагим.
8 февраля 1932 года Ибрагима Гамзаева взяли в вспомогательный состав Бакинского Тюркского рабочего театра. После переезда театра в Гянджу, 21 марта 1933 года он присоединился к актёрской труппе Гянджинского Тюркского рабочего театра (позже Гянджинский государственный драматический театр). 20 мая 1936 года Мирибрагим Гамзаев был принят в Тбилисский государственный тюркский драматический театр как актёр первой категории, 15 сентября того же года вернулся из Тбилиси и снова был принят в труппу Гянджинского государственного драматического театра. Через год, 26 сентября 1937 года, он уволился с работы, написав заявление, а 19 октября 1937 года был принят на работу актёром в труппу Нахичеванского театра.
Как правило, он играл главные роли в спектаклях, поставленных им самим, а также Адилем Искендеровым. Основу репертуара драмкружка составляли спектакли «Айдын», «Бледные цветы» (Джафар Джаббарлы), «Бахциз Джаван» (Абдуррахим бек Хагвердиев), «Хаджи чёрный» (Мирза Фатали Ахундов) в исполнении Ибрагима Гамзаева.
Ибрагим Гамзаев учился в Бакинском театральном училище в начале 1930-х годов. В студенческие годы был членом вспомогательного штаба Тюркского рабочего театра. После завершения учёбы в театре вернулся в Гянджу. Когда театр переехал в Гянджу, он стал членом его труппы.
Ибрагим Гамзаев, обладающий чрезвычайно красивой сценической внешностью, исполнительским талантом, страстным и эмоциональным внутренним миром, психологической честностью в отношениях с коллегами по сцене, сыграл в этом коллективе немало ролей.
В 1937 году Ибрагим Гамзаев был направлен в Нахичеванский театр для художественной помощи по приказу отдела по делам искусств Наркомпроса. Сначала в этом театре работал как режиссёр и актёр. Благодаря своим высоким организаторским способностям и умению работать с коллективом он был директором и актёром (1941—1945), директором и главным режиссёром (1943—1961), директором (1964). В промежутках направлялся в Гарягинский (ныне Физулинский) Государственный драматический театр (в период театрального сезона 1947—1948 гг.), чтобы оказать помощь и там. Здесь он работал актёром и режиссёром вместе со своей женой Зарош Хамзаевой. За короткое время ему удалось преодолеть застой в творчестве театра.
Все эти годы он не оставлял актёрское мастерство. В богатой ролевой галерее его актёрского творчества более 150 сценических образов.
В 1940—1980 годах ведущие актёры Нахичеванского театра большую часть своих великих ролей и сценических образов, ставших событиями в истории театра, исполнили в спектаклях, поставленных Ибрагимом Гамзаевым. Режиссёр подготовил на сцене театра классические и современные произведения как отечественных, так и мировых драматургов.
В жанре музыкальной комедии были подготовлены спектакли: в постановке Узеира Гаджибекова «Аршин мал алан», «Муж и жена», «Мешади Ибад», Зульфугара Гаджибекова «Неженатый, когда женат», «Пятьдесят лет молодости», Сулеймана Рустама и Саида Рустамова «Дурна», Сабита Рахмана и Сулеймана Алескерова «Звезда» .
Ибрагим Гамзаев уделял особое внимание включению в репертуар театра переводных произведений. При подборе переводных пьес он брал за основу фундаментальную творческую концепцию театра, добивался многогранности жанров и разнообразия тем. В этом отношении показанные в его постановке пьесы «Отелло» (Уильям Шекспир), «Севильская звезда» (Лопе де Вега), «Слуга двух господ» (Карло Гольдони) выделяются яркой актёрской игрой. Эти постановки одни из самых сильынх в репертуаре театра, они отличаются гармоничным обаянием формы и содержания, и является одними из сценических произведений, считающихся нестандартными.
Член КПСС с 1944 года.
Ибрагим Гамзаев скончался 4 февраля 1982 года в Баку. Похоронен 6 февраля 1982 года в Нахичеване.

## Семья
Ибрагим Гамзаев впервые женился на Барат Шекинской. Солмаз Хамзаева, их единственный общий ребёнок, родилась 3 мая 1932 года. Он женился во второй раз на Зарош Алиевой из Нехрама в 1938 году. У них было 4 детей. Их первый ребёнок Айрум родился 26 ноября 1939 года, Хималай — 25 апреля 1940 года, Низами — 12 сентября 1943 года, а их четвёртый ребёнок Арзу родился 22 марта 1955 года.

## Награды и призы
- Почетное звание "Народный артист Азербайджанской ССР " — 21 июня 1965 г. ➤
- Почетное звание "Заслуженный артист Азербайджанской ССР " — 17 июня 1943 г. ➤
- Орден «Трудового Красного Знамени» — 25 декабря 1978 г.
- Медаль «За трудовое отличие» — 25 февраля 1946 г.

## Роли, сыгранные на театральной сцене
Трагико-психологические любовные и драматические роли героев
- Ариф, Шейх Санан («Иблис» и «Шейх Санан», Хусейн Джавид)
- Гачак Наби («Беглец Наби», Сулейман Рустам)
- Бабек («Бабек», Осман Саривалли)
- Чингиз («Любовь и месть», Сулейман Сани Ахундов)
- Яшар, Эльхан, Огтай, Балаш, Айдын, Бахрам («Яшар», «Огненная невеста», «Огтай *Элоглы», «Севиль», «Айдын» и «Бледные цветы», Джафар Джаббарлы)
- Надир Шах («Надир Шах», Нариман Нариманов)
- Малик Мамед («Малик Мамед», Айюб Аббасов)
- Гейдар-бей («Гаджи Кара», Мирза Фатали Ахундзаде)
- Катыр Мамед («Матыр Мамед», Зейнал Халил)
- Фархад, Вакиф («Фархад и Ширин» и «Вакиф», Самед Вургун)
- Искандер («Мертвые», Джалил Мамедгулузаде)
- Фархад («Несчастный юноша», Абдуррахим бек Хагвердиев)
- Фахреддин («Беда-Фахреддин», Наджаф-бей Вазиров)
- Тарлан («Сенсиз» Шихали Гурбанова)
- Низами («Низами», Мехди Гусейн)
- Отелло, Родриго («Отелло», Уильям Шекспир)
- Карл Моор («Беглецы», Фридрих Шиллер)
- Берсенев («Атака», Борис Лавренёв)
- Пекиеванов («Бронепоезд 14-69», Вячеслав Иванов)
- Незнамов («Невиновные виноваты», Александр Островский)
- Санчо («Звезда Севильи», Лопе де Вега)
- Гава («Кузнец Гава», Шамседдин Сами)
- Сейран («Честь», Александр Ширванзаде)
- Александр («Два брата», Михаил Лермонтов).

Типичные и характерные роли социально-социального происхождения
- Каджар («Ага Мухаммад Шах Каджар», Абдуррахим Бей Хагвердиев)
- Гасан бек («Мешади Ибад», Узеир бек Гаджибеков)
- Джамал («Помолвленная девушка», Сабит Рахман)
- Ибад («Алмаз», Джафар Джаббарлы)
- Шахмар («Кровать льва», Мамедхусейн Тахмасиб)
- Адиль Бей («Гнездо Лачина», Сулейман Сани Ахундов)
- Джавад мэн («Отец девушки», Афган Аскеров)
- Полиция («Монстр Телец», Азиз Несин)
- Гаджи Гасан ага, Фазиль («Мертвые» и «Безумное собрание», Джалил Мамедгулузаде)
- Ибишли («Человек Адама», Анар)
- Аббас («Жизнь», Мирза Ибрагимов)
- Огтай Чингизов («Береговая операция», Джамшид Амиров)
- Надир («Честь Отечества», Георгий Мдивани)
- Сурхай («Свадьба», Сабит Рахман).

## Произведения, которые он поставил
Пьесы, которые он поставил в Нахичеванском театре
- «Огненная невеста», «Огтай Элоглу», «Насреддин Шах», «Бледные цветы», «Яшар» (Джафар Джаббарлы)
- «Хаджи Гамбар» Наджаф бек Вазиров
- «Мертвый» Джалил Мамедгулузаде
- «Саявуш» Гусейн Джавид
- «Надир Шах» Нариман Нариманов
- «Сказочная ведьма» Абдуррахим бек Хагвердиев
- «Фархад и Ширин», «Вагиф» Самед Вургун
- «Свадьба», «Счастливая», «Алигулу выходит замуж», «Помолвленная девушка» Сабит Рахман
- «Весенние воды», «Семья Атаевых» Ильяс Эфендиев
- «Угрызения совести» Аляр Юсифли
- «Комсомольская поэма» Искандера Кошгуна
- «Родина» Абдуллы Шаика
- «Агиль и Сарвиназ» Айюб Аббасов
- «Молния» Джаббар Меджнунбеков
- «Мул Мамед» Зейнал Халил
- «В огне» Анвар Мамедханлы
- «Сердце матери» Ислам Сафарли
- «Огненная земля» Гусейн Рази
- «Беглый пророк» Сулеймана Рустама
- «Отелло» Уильяма Шекспира
- «Звезда Севильи» Лопе де Вега